# 藤枝競馬倶楽部
藤枝競馬倶楽部（ふじえだけいばくらぶ）は、静岡県志太郡藤枝町に拠を置いた競馬施行体。1908年創立。政府より馬券発売を黙許された公認競馬倶楽部の一つであったが、経営不振により1917年をもって福島県愛馬会に開催権を売却し、福島競馬倶楽部へ移行した。現在の日本中央競馬会・福島競馬場の源流となった団体である。

## 歴史
1906年4月、欧米列強との軍馬の資質差改善を名目として、子爵・加納久宜を会頭とする東京競馬会が発足した。同会は同年11月から12月にかけて、政府黙許の馬券発売を伴う4日間の開催を行い、明治天皇名代を務めた伏見宮貞愛台覧のもと、大成功を収めた。これに触発された全国各地から、馬政局に対して競馬会設置の申請が殺到。当局は認可に慎重を期していたが、東海地方からの申請は少なく、同地に一カ所は公認競馬会を設置すべしという当局の意向もあり、藤枝町からの申請は早期に認可された。1908年、県会議員・岡崎平四郎を会頭とする社団法人藤枝競馬倶楽部が発足、翌1909年には志太郡相川村に5万坪余の敷地を持つ競馬場が建設された。
しかし発足後、良馬は東京・京阪神の諸地区に流れ、馬産地でもなかった藤枝は馬を集めることができず、出走馬は質量ともに低級なものとなった。1910年、風紀紊乱を理由として全国的に馬券発売が禁止されると経営は逼迫の度を増し、馬政局より馬匹購買費用の助成を受けるも、馬質の低下は止まらなかった。1914年には、状況を見かねた馬政局より次のような通牒を受けている。
やがて藤枝競馬倶楽部は経営改善を断念し、いずれかの馬産地へ公認開催権を移譲することを企図した。年間1万数千頭の馬を産出しながら、公認開催権を持たなかった福島県愛馬会の肥田金一郎がこれを聞きつけ、県内有志の取りまとめに奔走、買収決議が福島市会を通過した後、やはり愛馬会員であった福島憲政会の大島要三、同政友会の西谷小兵衛が藤枝側との交渉に当たり、1万8000円で契約が結ばれた。1917年5月、倶楽部は馬政局に対して福島県福島市への移転を申請、12月6日には陸相・大島健一に対して福島競馬倶楽部の許認可申請を提出した。同27日に認可が下され、藤枝競馬倶楽部は福島競馬倶楽部へと移行した。
福島における第1回開催では、藤枝の最終開催の6倍強の純益を記録。それでも馬券発売のない状況では補助金頼みの経営が続いたものの、1923年に競馬法が施行され馬券が解禁されると、その状態も改善し、福島競馬倶楽部の開催は大いに活況を呈した。1937年には公認11倶楽部の一つとして日本競馬会に統合され、福島競馬場は第二次大戦後の国営競馬時代を経て、日本中央競馬会の主催場として現在まで使用されている。